# Allraheligaste Guds Moders förböns kyrka, Baroševac
Allraheligaste Guds Moders förböns kyrka (serbisk kyrilliska: Црква Покрова Пресвете Богородице; latinska: Crkva Pokrova Presvete Bogorodice) är en serbisk-ortodox kyrkobyggnad belägen i byn Baroševac i kommunen Lazarevac i Serbiens huvudstad, Belgrad.
Kyrkan är helgad åt högtiden Guds Moders Beskydd och tillhör Šumadijas stift.

## Bilder

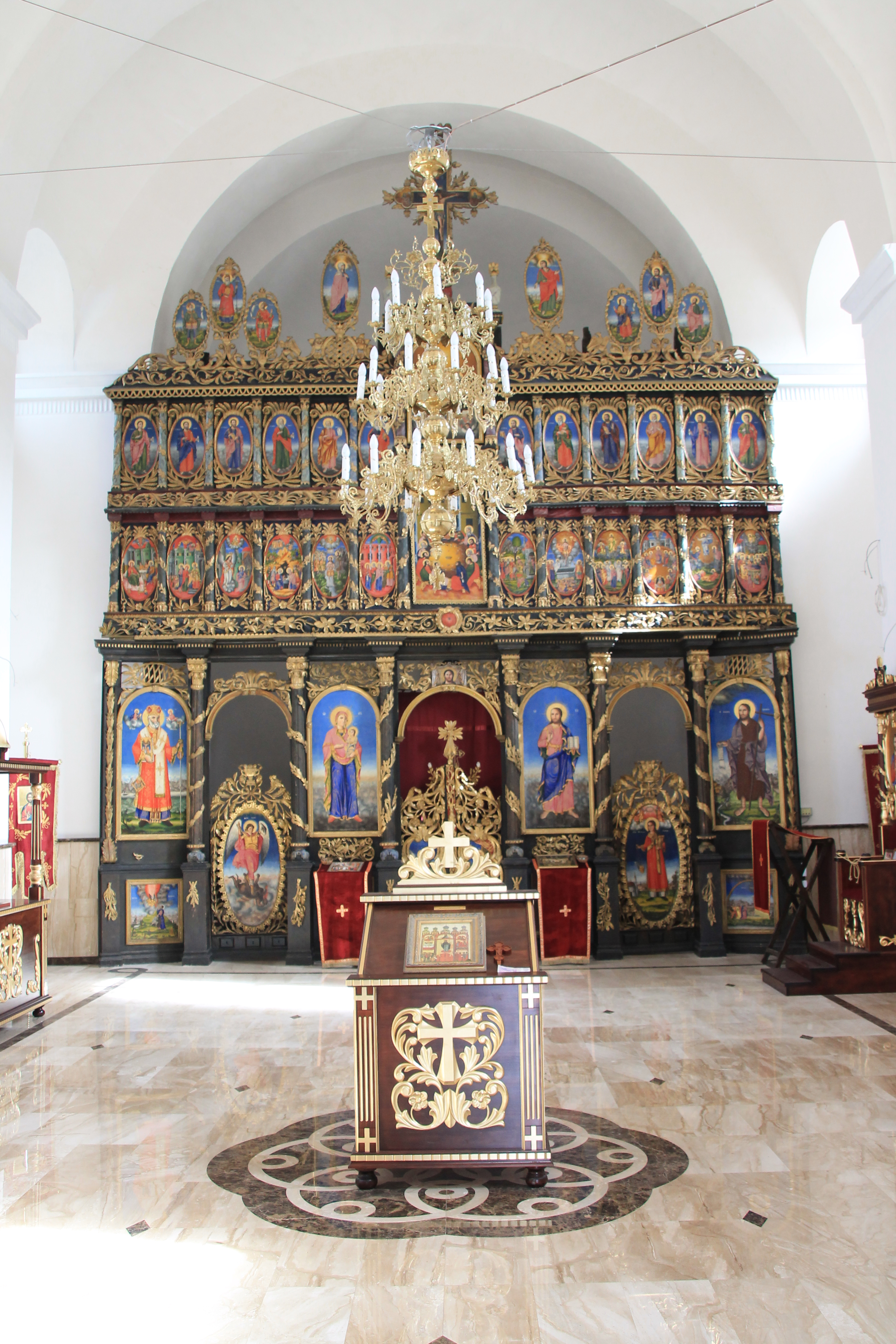
Kyrkans interiör mot ikonostasen.